# My Boy (chanson d'Elvis Presley)
Singles de Elvis Presley
Promised Land / It's Midnight
(1974) T-R-O-U-B-L-E
(1975)
La chanson My Boy est l'adaptation en anglais de la chanson Parce que je t'aime, mon enfant, co-écrite et interprétée à l'origine par Claude François en 1970. Adaptée en anglais par Bill Martin et Phil Coulter, cette version a été initialement enregistrée par l'acteur irlandais Richard Harris en 1971 et encore plus popularisée par l'interprétation d'Elvis Presley à partir de 1974,,,,.

## Classements

### Version de Richard Harris
| Classement (1972)    | Meilleure position |
| -------------------- | ------------------ |
| États-Unis (Hot 100) | 41                 |

### Version d'Elvis Presley
| Classement (1974—1975)         | Meilleure position |
| ------------------------------ | ------------------ |
| États-Unis (Hot 100)           | 20                 |
| Royaume-Uni (UK Singles Chart) | 5                  |